# Gürkuyu, Şaphane
Gürkuyu là một xã thuộc huyện Şaphane, tỉnh Kütahya, Thổ Nhĩ Kỳ. Dân số thời điểm năm 2008 là 226 người.